# 第21飛行隊 (航空自衛隊)
第21飛行隊（だいにじゅういちひこうたい、JASDF 21st Fighter Training Squadron）は、航空自衛隊航空教育集団第4航空団隷下の飛行訓練部隊。松島基地に所属し、F-2Bによる戦闘機操縦（F-2）課程の教育を行っている。

## 概要
第21飛行隊の前身は1975年（昭和50年）3月31日、T-2高等練習機2機を装備した「臨時T-2訓練隊」であった。1976年（昭和51年）3月25日に「臨時T-2訓練隊」は「臨時第21飛行隊」に改編を経て同年10月1日正式に「第21飛行隊」として発足した。
1982年（昭和57年）1月12日から1995年（平成7年）12月22日まで同飛行隊内には、T-2ブルーインパルスを運用する「戦技研究班」が設けられていた。
現在は複座型のF-2B戦闘機を使用しての「戦闘機操縦課程」の教育を行っている。

## 沿革
- 1975年（昭和50年）3月31日 - 松島基地の第4航空団隷下にて臨時T-2訓練隊新編[1]。
- 1976年（昭和51年）3月29日 - 臨時T-2訓練隊を臨時第21飛行隊に改編[1]。
  - 10月1日 - 臨時第21飛行隊を第21飛行隊に改編[1]。
- 1982年（昭和57年）1月12日 - 第21飛行隊内に戦技研究班（T-2ブルーインパルス）を新設[1]。
- 1992年（平成04年）10月 - T-4準備班（T-4ブルーインパルス）を新設[1]。
- 1994年（平成06年）10月1日 -  T-4準備班を臨時第11飛行隊に改編[1]。
- 1995年（平成07年）12月22日 - 戦技研究班が解散。同日付で第11飛行隊新編[1]。
- 2002年（平成14年）4月1日 - 臨時教育F-2飛行隊編成。F-2B配備開始[1][2]。
  - 10月24日 - 臨時教育F-2飛行隊での学生教育の試行開始[2]。
- 2004年（平成16年）3月10日 - T-2ラストフライト、T-2での訓練終了。
  - 3月29日 - 臨時教育F-2飛行隊を第21飛行隊に改編、T-2からF-2Bへの機種更新完了[1]。
- 2006年（平成18年）12月2日 - 部隊創隊30周年記念式典を実施[3]。
- 2011年（平成23年）3月11日 - 東日本大震災に伴い発生した津波により所属機がすべてが水没し、一時使用不能状態に陥る[2]。
  - 4月16日 - 三沢基地に移動し、飛行教育再開[2]。
- 2015年（平成27年）4月21日 - F-2B修復初号機が三沢基地に回航[2]。
- 2016年（平成28年）3月20日 - 修理を終えた6機を含めた計10機のF-2で第21飛行隊が松島基地に帰還。記念式典が行われた[4]。
  - 3月23日 - 松島基地での飛行訓練再開[2]。
- 2017年（平成29年）3月25日 - 部隊創隊40周年記念式典を実施[1]。
- 2018年（平成30年）2月28日 - F-2B修復最終号機受領[5]。

## 歴代運用機
- 練習機
  - T-2（1976年～2004年）
  - F-2B（2002年～）
- 連絡機
  - T-33A（1976年～1994年）
  - T-4（1992年～）

## 地震被害
2011年（平成23年）3月11日に発生した、東北地方太平洋沖地震に伴い発生した津波により第21飛行隊のF-2B 18機、第21飛行隊と第11飛行隊のT-4 4機が水没した。防衛省は水没した18機のF-2Bの修理を目指して4月17日より修復作業に入り、最終的に修理可能な13機を復帰させることが決定した。
第21飛行隊は青森県の三沢基地へ移動し三沢移動訓練隊を編成し、他部隊のF-2Bを借り受け飛行教育を再開していたが、2016年（平成28年）3月20日に修理が完了した被災機6機を含む計10機のF-2Bの体制で第21飛行隊を松島基地に帰還させた。2017年度までに残り7機も復帰させるよう修理を行い、2018年（平成30年）2月28日に修復最終号機（33-8127号機）が松島基地に到着し、修復作業を行った全13機の納入が完了した。